# Tresorit
Tresorit è un servizio online di cloud storage con sede in Svizzera e Ungheria, che offre protezione dati per clienti business sulla base di un proprio sistema di crittografia end-to-end. I costi di servizio partono da 8,33 euro al mese ed è possibile usufruire di una versione di prova per 14 giorni. La versione Business offre fino a 1TB di spazio di archiviazione per utente e ulteriori sistemi di sicurezza, come digital rights management (DRM), role-based access control (Controllo degli accessi basato sui ruoli) e altre funzioni che puntano a creare un sistema di collaborazione sicuro. Tresorit è considerato una delle alternative di Dropbox che offrono maggiore sicurezza.
I servizi Tresorit sono disponibili tramite applicazioni desktop, online e mobile. Attualmente il software è disponibile per dispositivi Windows, macOS, Android, Windows Phone 8, iOS e Linux.

## Storia
Tresorit è stato fondato nel 2011 dai programmatori ungheresi Istvan Lam (tuttora amministratore delegato), Szilveszter Szebeni (direttore informatico) e Gyorgy Szilagyi (responsabile capo prodotto).
Tresorit ha lanciato ufficialmente il suo servizio di cloud storage protetto da crittografia end-to-end nell’agosto 2013.
Utilizzando i protocolli di crittografia Dimostrazione e conoscenza zero, Tresorit non è in possesso dei dati di autenticazione degli utenti. Pertanto, non è possibile accedere al contenuto dei file dai loro server. Se c'è una richiesta delle autorità, nulla può essere fornito.
Nell'agosto 2015, dopo 7 anni di attività, Wuala (di proprietà di LaCie e Seagate), società precorritrice di sistemi di cloud storage crittografati, ha annunciato la sua chiusura e ha suggerito a tutti i suoi utenti di passare a Tresorit.
Nel 2016, la rivista Forbes ha nominato il co-fondatore di Tresorit Istvan Lam nella lista dei 30 giovani talenti Europei nel campo della tecnologia. Dal 2016, le applicazioni Tresorit sono disponibili anche in lingua tedesca, francese e spagnola.
Da gennaio 2017, è possibile integrare ZeroKit di Tresorit in applicazioni sviluppate con il pacchetto CareKit di Apple.

## Tecnologia
Prima di essere caricati online, i file su Tresorit sono crittografati utilizzando un sistema crittografico lato client basato su protocolli AES-256. I file sono ulteriormente messi in sicurezza dalla modalità di autenticazione dei messaggi HMAC basata su SHA-512 hash.
Le cartelle crittografate sono chiamate "tresor", dalla parola tedesca cassaforte. I “tresor” si sincronizzano automaticamente sul cloud ogni qualvolta viene aggiunto o rimosso un file, esattamente come avviene nelle applicazioni desktop di Box.com e Dropbox. La principale differenza tra Tresorit e i suoi concorrenti è che Tresorit crittografa i file utilizzando la crittografia lato client basata sui protocolli AES-256 quando i file non sono ancora stati caricati online; questi verranno poi messi sul cloud già crittografati. Inoltre, grazie alla crittografia end-to-end, cartelle e file protetti possono essere condivisi tra diversi utenti, e le eventuali modifiche vengono sincronizzate in sicurezza di volta in volta che vengono apportate. La chiave utilizzata per decriptare le informazioni non abbandona mai l'utente. Il programma include inoltre ulteriori meccanismi di sicurezza. . Grazie all'utilizzo di un protocollo a conoscenza zero, Tresorit non è mai in possesso dei dati di autenticazione dei clienti, rendendo impossibile che questi vengano rubati dai server o ceduti a terzi.